# Gwidon Damazyn
Gwidon Damazyn (* 21. Oktober 1908 in Bydgoszcz; † 16. Oktober 1972 in Warschau) war ein polnischer Elektroingenieur, Widerstandskämpfer gegen den Nationalsozialismus, Häftling im KZ Buchenwald und Mitglied der polnischen militärischen Sektion der IMO.

## Leben
Damazyn hatte eine Ausbildung als Rundfunktechniker erhalten. Nach Beginn des Zweiten Weltkrieges leistete Damazyn als Partisan Widerstand gegen die deutsche Besatzung. Damazyn wurde 1940 verhaftet und in das Warschauer Pawiak-Gefängnis eingeliefert. Im März 1941 wurde er in das KZ Buchenwald deportiert, wo er dem Elektriker-Kommando angehörte. Im KZ Buchenwald beteiligte er sich am Häftlingswiderstand. Als Experte für Radiotechnik befasste er sich mit dem Bau von Kurzwellenempfängern, mit dem illegal Nachrichten vom Frontverlauf empfangen werden konnten. Die Kenntnis vom Vorrücken der alliierten Armeen stärkte die innere Widerstandskraft der Häftlinge. Für die Leitung der Internationalen Militär-Organisation baute Gwidon Damazyn 1943 einen eigenen Empfänger, der beim Leiter der IMO Heinrich Studer in dessen Bett getarnt eingebaut wurde. Auch ein Morsegerät wurde von ihm gebaut, mit dem das Internationale Lagerkomitee (ILK) am 8. April 1945 an die US-Armee von General Patton einen Hilferuf absetzte wegen der drohenden Häftlings-Deportation durch die SS. Der Funker Damazyn erinnerte sich ebenso wie einige der Leiter der IMO, einen Funkspruch erhalten zu haben, der zum Durchhalten der Häftlinge aufrief.
Nach der Beseitigung der NS-Herrschaft ging Damazyn nach Polen zurück, wo er als Elektroingenieur beruflich tätig war. Am 13. Oktober 1946 wurde er zum Mitglied des Vorstands des Polnischen Verbands der Funkamateure (Polski Związek Krótkofalowców) gewählt.